# HMS Glowworm (H92)
HMS Glowworm (H92) là một tàu khu trục lớp G được chế tạo cho Hải quân Hoàng gia Anh Quốc vào giữa những năm 1930. Nó trải qua một phần lớn thời gian tại vùng biển Tây Ban Nha trong giai đoạn Nội chiến ở nước này vào năm 1936–1939, thực thi chính sách cấm vận vũ khí mà Anh và Pháp áp đặt cho các bên xung đột. Nó được điều từ Hạm đội Địa Trung Hải trở về quần đảo Anh vào đầu Chiến tranh Thế giới thứ hai để hộ tống tàu bè tại vùng biển nhà. Đến tháng 3 năm 1940, nó được điều sang Hạm đội Nhà vừa kịp lúc để tham gia giai đoạn mở màn của Chiến dịch Na Uy. Vào ngày 8 tháng 4 năm 1940, Glowworm đụng độ với các tàu khu trục Đức đang vận chuyển binh lính xâm chiếm Na Uy trong Chiến dịch Weserübung. Các tàu khu trục Đức tìm cách tách khỏi trận chiến và gửi tín hiệu cầu cứu đến tàu tuần dương hạng nặng Admiral Hipper. Glowworm bị hư hại nặng bởi hỏa lực pháo hạng nặng của Admiral Hipper, nhưng vẫn tìm cách phóng ngư lôi vào chiếc tàu chiến Đức. Hai con tàu va chạm, làm vỡ mũi tàu của Glowworm, và nó đắm không lâu sau đó.

## Thiết kế và chế tạo
Glowworm có trọng lượng choán nước tiêu chuẩn 1.350 tấn Anh (1.370 t), và lên đến 1.883 tấn Anh (1.913 t) khi đầy tải. Nó có chiều dài chung 323 foot (98,5 m), mạn thuyền rộng 33 foot (10,1 m) và độ sâu của mớn nước là 12 foot 5 inch (3,8 m). Nó được dẫn động bởi hai turbine hơi nước Parsons truyền động ra hai trục chân vịt, sản sinh tổng công suất 34.000 mã lực càng (25.000 kW), cho phép nó đạt tốc độ tối đa 36 hải lý trên giờ (67 km/h; 41 mph). Hơi nước được cung cấp bởi ba nồi hơi ống nước Admiralty. Glowworm có thể mang theo tối đa 470 tấn Anh (480 t) dầu đốt, cho phép một tầm hoạt động tối đa 5.530 hải lý (10.240 km; 6.360 mi) ở tốc độ 15 hải lý trên giờ (28 km/h; 17 mph). Thành phần thủy thủ đoàn của nó bao gồm 137 sĩ quan và thủy thủ.
Con tàu được trang bị bốn khẩu pháo QF 4,7 inch (120 mm) Mk. XII L/45 trên các tháp pháo nòng đơn. Cho mục đích phòng không, Glowworm có hai khẩu đội súng máy 0,5 in (13 mm) Mk.III bốn nòng. Nó còn có hai bệ ống phóng ngư lôi bốn nòng trên mặt nước dành cho ngư lôi 21 in (530 mm). Một đường ray thả mìn sâu và hai máy phóng được trang bị; ban đầu nó mang theo 20 quả mìn sâu, nhưng được tăng lên 35 quả không lâu sau khi chiến tranh bắt đầu.
Glowworm được đặt hàng vào ngày 5 tháng 3 năm 1934 trong Chương trình Chế tạo Hải quân 1933. Nó được đặt lườn vào ngày 15 tháng 8 năm 1934 tại xưởng tàu của hãng John I. Thornycroft and Company ở Woolston, Hampshire; được hạ thủy vào ngày 22 tháng 7 năm 1935 và hoàn tất vào ngày 22 tháng 1 năm 1936 với chi phí 248.785 Bảng Anh, không tính đến các thiết bị do Bộ Hải quân Anh cung cấp như vũ khí, đạn dược và thiết bị thông tin liên lạc.

## Lịch sử hoạt động
Sau khi nhập biên chế, Glowworm được phân về Chi hạm đội Khu trục 1 trực thuộc Hạm đội Địa Trung Hải. Nó đã tuần tra tại vùng biển Tây Ban Nha trong giai đoạn Nội chiến ở nước này để thi hành chính sách cấm vận vũ khí mà Anh và Pháp áp đặt cho các bên xung đột, cho đến khi được tái trang bị tại Portsmouth từ ngày 27 tháng 5 đến ngày 8 tháng 6 năm 1937. Con tàu quay trở lại Chi hạm đội 1 sau khi hoàn tất, rồi lại trải qua một đợt đại tu kéo dài tại Portsmouth từ ngày 7 tháng 6 đến ngày 25 tháng 7 năm 1938, và đã hộ tống cho chiếc tàu biển chở hành khách SS Strathnaver di chuyển giữa Malta và Alexandria vào lúc xảy ra vụ Khủng hoảng Munich vào tháng 9 năm 1938. Sau đó, nó hộ tống chiếc tàu tuần dương hạng nhẹ HMS Arethusa trong chuyến đi đến Aden vào cuối tháng đó. Trong một cuộc thực tập đêm vào ngày 16 tháng 5 năm 1939, nó bị tai nạn va chạm với tàu chị em HMS Grenade, buộc phải đi đến Alexandria để sửa chữa tạm thời, rồi được sửa chữa triệt để tại Malta từ ngày 23 tháng 5 đến ngày 24 tháng 6.
Glowworm hiện diện tại Alexandria khi Chiến tranh Thế giới thứ hai nổ ra vào tháng 9 năm 1939. Sang tháng 10, toàn bộ chi hạm đội được chuyển về Bộ chỉ huy Tiếp cận phía Tây, và nó lên đường quay trở về Anh vào ngày 19 tháng 10 cùng các tàu chị em HMS Gallant, HMS Grafton và HMS Greyhound. Chúng về đến Plymouth vào ngày 22 tháng 10, và được phân về Bộ chỉ huy Tiếp cận phía Tây. Nó thực hiện các nhiệm vụ hộ tống vận tải và tuần tra chống tàu ngầm cho đến ngày 12 tháng 11, khi nó được chuyển sang Chi hạm đội Khu trục 22 đặt căn cứ tại Harwich cho nhiệm vụ tuần tra và hộ tống tại Bắc Hải. Vào ngày 22 tháng 2 năm 1940, nó bị va chạm với con tàu Thụy Điển Rex trong sương mù đang khi neo đậu ngoài khơi Outer Dowsing. Glowworm bị hư hại đáng kể cấu trúc lườn tàu, và phải được sửa chữa tại một xưởng tàu tư nhân ở Hull cho đến cuối tháng 3. Sau khi hoàn tất việc sửa chữa, nó được điều động trở lại Chi hạm đội Khu trục 1 trực thuộc Hạm đội Nhà, gia nhập trở lại chi hạm đội đặt căn cứ tại Scapa Flow vào ngày 20 tháng 3.
Vào ngày 5 tháng 4, Glowworm cùng các tàu chị em Greyhound, HMS Hero và HMS Hyperion đã nằm trong thành phần hộ tống cho chiếc tàu chiến-tuần dương HMS Renown. Các con tàu đã hỗ trợ cho Chiến dịch Wilfred, một hoạt động rải thủy lôi tại vùng biển Na Uy. Vào ngày 7 tháng 4, nó được cho tách ra khỏi lực lượng để tìm kiếm một người mất tích do sóng biển quét qua sàn tàu.

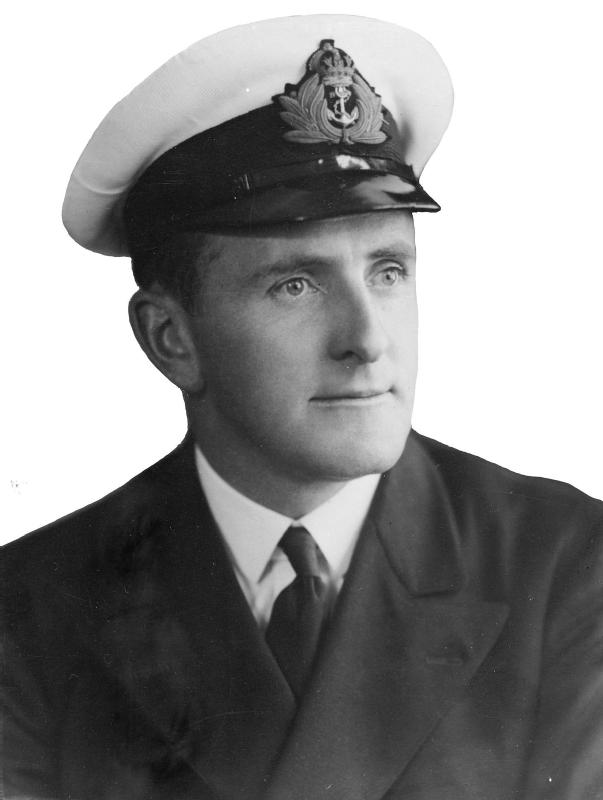
Hạm trưởng, Thiếu tá Hải quân Gerard Broadmead Roope, người được truy tặng huân chương Chữ thập Victoria

Sáng ngày 8 tháng 4 năm 1940, Glowworm đang trên đường quay trở lại gặp gỡ nhóm của Renown khi nó đụng độ các tàu khu trục Đức  Z18 Hans Lüdemann và Z11 Bernd von Arnim trong sương mù nặng trước 08 giờ 00. Các tàu khu trục này nằm trong thành phần một phân hạm đội Đức do tàu tuần dương hạng nặng Admiral Hipper dẫn đầu đang trên đường đổ bộ binh lính xuống Trondheim như một phần của Chiến dịch Weserübung, cuộc xâm chiếm Na Uy của Đức Quốc xã. Glowworm đã nổ súng, và các con tàu Đức tìm cách rút lui khỏi trận chiến đồng thời phát tín hiệu cầu cứu. Yêu cầu này được Admiral Hipper đáp ứng không lâu sau đó, vốn nhìn thấy Glowworm lúc 09 giờ 50 phút. Admiral Hipper thoạt tiên gặp khó khăn trong việc phân biệt Glowworm và von Arnim, nhưng đã khai hỏa tám phút sau đó ở khoảng cách 8.400 mét (9.200 yd) bằng dàn pháo chính 20,3 xentimét (8,0 in). Glowworm bị bắn trúng ở loạt đạn pháo thứ tư; nó bắt đầu tạo ra một làn khói và tìm cách ẩn nấp trong làn khói để né tránh, nhưng dàn pháo chính của chiếc tàu tuần dương được điều khiển bằng radar đã không bị ảnh hưởng bởi khói. Khi chiếc tàu khu trục ló ra khỏi làn khói, khoảng cách giữa chúng đã đủ gần nên dàn pháo hạng hai 10,5 xentimét (4,1 in) cũng bắt đầu nổ súng. Phòng vô tuyến, cầu tàu và tháp pháo 4,7 inch (120 mm) phía trước của Glowworm đều bị phá hủy; nó còn bị bắn trúng phòng động cơ, phòng hạm trưởng và cuối cùng là cột ăn-ten, gây chập điện khiến còi tàu kêu vang liên tục.
Lúc 10 giờ 10 phút, hạm trưởng của Glowworm, Thiếu tá Hải quân Gerard Broadmead Roope, cho bắn năm quả ngư lôi từ một dàn phóng ở khoảng cách 800 mét (870 yd), nhưng tất cả đều trượt, vì hạm trưởng của Admiral Hipper, Đại tá Hải quân Hellmuth Heye, đã cố giữ cho chiếc tàu tuần dương hướng mũi về phía đối thủ trong suốt trận chiến để giảm thiểu nguy cơ bị tấn công bằng ngư lôi. Chiếc tàu khu trục quay lại ẩn nấp trong làn khói của nó tìm cách kéo dài thời gian để tiếp tục phóng ngư lôi, nhưng Hipper đã bám sát theo tìm cách kết liễu nó trước khi đối thủ phóng hết số ngư lôi còn lại. Hai con tàu đã rất gần khi Hipper ló ra khỏi làn khói, và Haye ra lệnh bẻ lái gắt sang mạn phải để giảm khoảng cách và để húc vào đối thủ. Bánh lái của Hipper đáp ứng chậm, và Glowworm đã húc vào phần mũi chiếc tàu tuần dương ngay phía sau dây neo. Vụ va chạm đã khiến mũi tàu của Glowworm vỡ ra, phần còn lại va dọc theo mạn Hipper, làm thủng nhiều lỗ nhỏ và phá hủy dàn phóng ngư lôi phía trước bên mạn phải. Một thủy thủ Đức bị rơi xuống nước do vụ va chạm. Hipper bị ngập khoảng 500 tấn (490 tấn Anh) nước trước khi các chỗ rò rỉ được bịt kín, nhưng không bị hư hại nặng. Glowworm bốc cháy khi nó trôi dạt sau khi tách ra, và các nồi hơi của nó phát nổ lúc 10 giờ 24 phút; nó chìm ở tọa độ 64°27′B 6°28′Đ / 64,45°B 6,467°Đ, và mang theo 109 trong tổng số thành viên thủy thủ đoàn.
Admiral Hipper lượn vòng để tìm người thủy thủ của mình cùng những người sống sót của Glowworm. Không tìm thấy người thủy thủ Đức, nhưng có 40 thủy thủ Anh được cứu vớt, cho dù sau đó có ít nhất sáu người qua đời do vết thương quá nặng. Trung úy Hải quân Ramsay, sĩ quan cao cấp nhất còn sống sót, khai với những người cứu vớt mình rằng cả phòng lái lẫn nơi vận hành bánh lái khẩn cấp đều không còn người khi hai con tàu va chạm, do đó việc chiếc tàu khu trục quay mũi nhắm vào Hipper có thể chỉ là do tình cờ. Tài liệu của Đức ghi nhận chỉ có bốn ngư lôi của Glowworm được phóng, nhưng phía Anh cho rằng cả tám ngư lôi đã được phóng đi. Điều này được xác nhận bởi ảnh chụp được sau khi va chạm cho thấy tất cả các ống phóng ngư lôi đều trống rỗng.
Sĩ quan chỉ huy của Glowworm, Thiếu tá Roope, tử trận do rơi xuống nước khi không còn có thể bám vào dây trong lúc được kéo lên bên mạn chiếc tàu tuần dương; ông được truy tặng Huân chương Chữ thập Victoria, trở thành người đầu tiên được trao tặng huân chương này trong Thế Chiến II. Điều này được thực hiện một phần là do đề nghị của Đại tá Heye, vốn đã gửi đến cấp thẩm quyền Anh qua trung gian Hội Chữ thập đỏ, chứng thực hành động dũng cảm của Thiếu tá Roope khi đối đầu với một tàu chiến đối phương vượt trội trong chiến đấu. Trung úy Ramsay cũng được tặng thưởng Huân chương Phục vụ Dũng cảm (DSO). Cả hai phần thưởng này chỉ được trao tặng sau khi chiến tranh kết thúc.